# Gumayun
Gumayun is een bestuurslaag in het regentschap Tegal van de provincie Midden-Java, Indonesië. Gumayun telt 6084 inwoners (volkstelling 2010).